# 前方後円墳

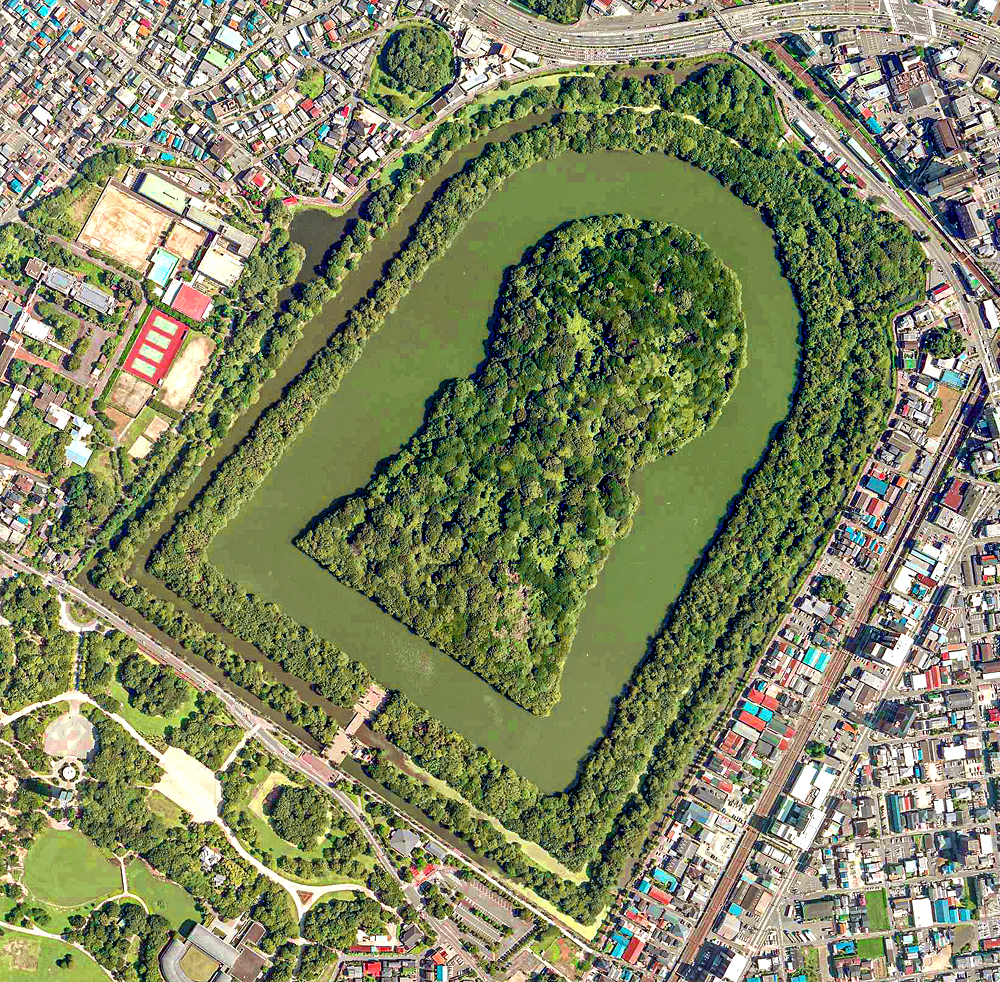
大仙陵古墳（伝仁徳天皇陵、大阪府堺市）最大規模の前方後円墳（5世紀前半-中頃の築造）。
画像：2007年撮影

前方後円墳 （ぜんぽうこうえんふん）は、古墳の形式の1つ。円形の主丘に方形の突出部が接続する形式で、双丘の鍵穴形をなす。
主に日本列島で3世紀後期から7世紀初頭頃（畿内大王墓は6世紀中頃まで）にかけて築造され、日本列島の代表的な古墳形式として知られる。

## 歴史

### 起源と拡散
奈良県橿原市の瀬田遺跡では弥生時代終末期（2世紀頃）の方形の陸橋部を持つ円形周溝墓が発見されており、前方後円墳の原型である可能性が指摘されている。
2世紀後葉に大和地方の纒向（現・奈良県桜井市）に巨大造営都市が出現したとする説があり、それとほぼ同時期に纒向石塚古墳を始めとする纒向型前方後円墳が築造される。3世紀中葉には一つの画期として最古の前方後円墳とされる箸墓古墳が築造され、これをもって古墳時代の始まりとされるようになった。
大和政権の勢力下にある日本列島の諸地域（およびそれに影響を受けた朝鮮半島南部）でのみ見られる前方後円墳の起源については、これまでに様々な仮説が唱えられている。
最もよく知られているものは、弥生時代の墳丘墓（弥生墳丘墓）から独自に発展したものであるという学説である。この説においては従来より存在した円形墳丘墓の周濠を掘り残した陸橋部分（通路部分）で祭祀などが行われ、その後この部分が墓（死の世界）と人間界を繋ぐ陸橋として大型化し円墳と一体化したと考えられる。
それに対して、各地方政権の墳墓の糾合によるという説もある。例えば「形」は播磨の前方後円型墳墓から、「葺石」は山陰地方の四隅突出型墳丘墓から、というように、弥生時代に造られていた各地方政権の墳墓の諸要素を糾合して、大和政権が前方後円墳を考案したという。
平成11～12年（1999～2000年）、徳島県鳴門市大麻町で3世紀半ば築造の直径約20メートルの竪穴式石室を有する円墳である西山谷2号墳が発掘され、斜縁獣帯鏡、鉄剣、鉄鏃（42点）、鉄槍、ヤリガンナ、土器などが出土し、奈良盆地の初期王墓とされる箸墓古墳など巨大後円墳のルーツとされた。平成18～19年（2006～2007年）、鳴門市大麻町で2世紀末～3世紀初頭築造の直径約20メートルの前方後円墳の積石木槨墳丘墓である萩原2号墓が発掘され、内行花文鏡や弥生式土器の破片が出土し、箸墓古墳より古く、奈良で最古級の古墳とされるホケノ山古墳のルーツとされた。
また、3世紀に鮎喰川流域で製作された阿波の土器（矢野式土器など）が近畿の多くの遺跡から多数出土していることが判明し、3世紀以降、阿波吉野川南岸産の結晶片岩が近畿地方に運ばれて多くの主要古墳の石材として使用されていることも明らかになった。このように、3世紀の卑弥呼の時代を中心に阿波（鮎喰川流域集団）の畿内進出が再評価され、阿波が邪馬台国および大和王権と政治的にどう関係していたのかといった新たな課題が生まれつつある。

ギャラリー
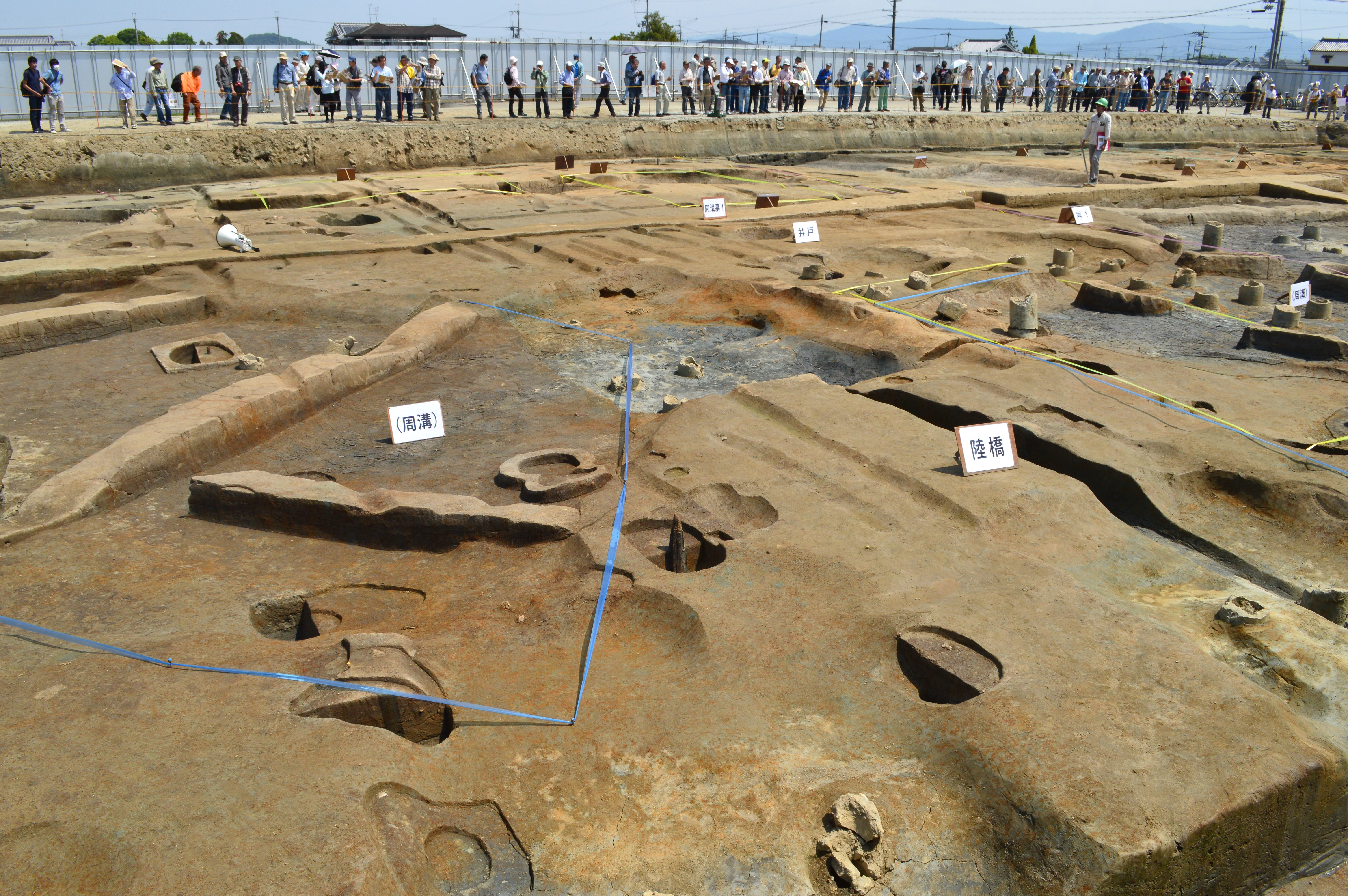
瀬田遺跡（奈良県橿原市）の円形周溝墓 画像左奥の円形部から右手前方向へ陸橋が伸びる。
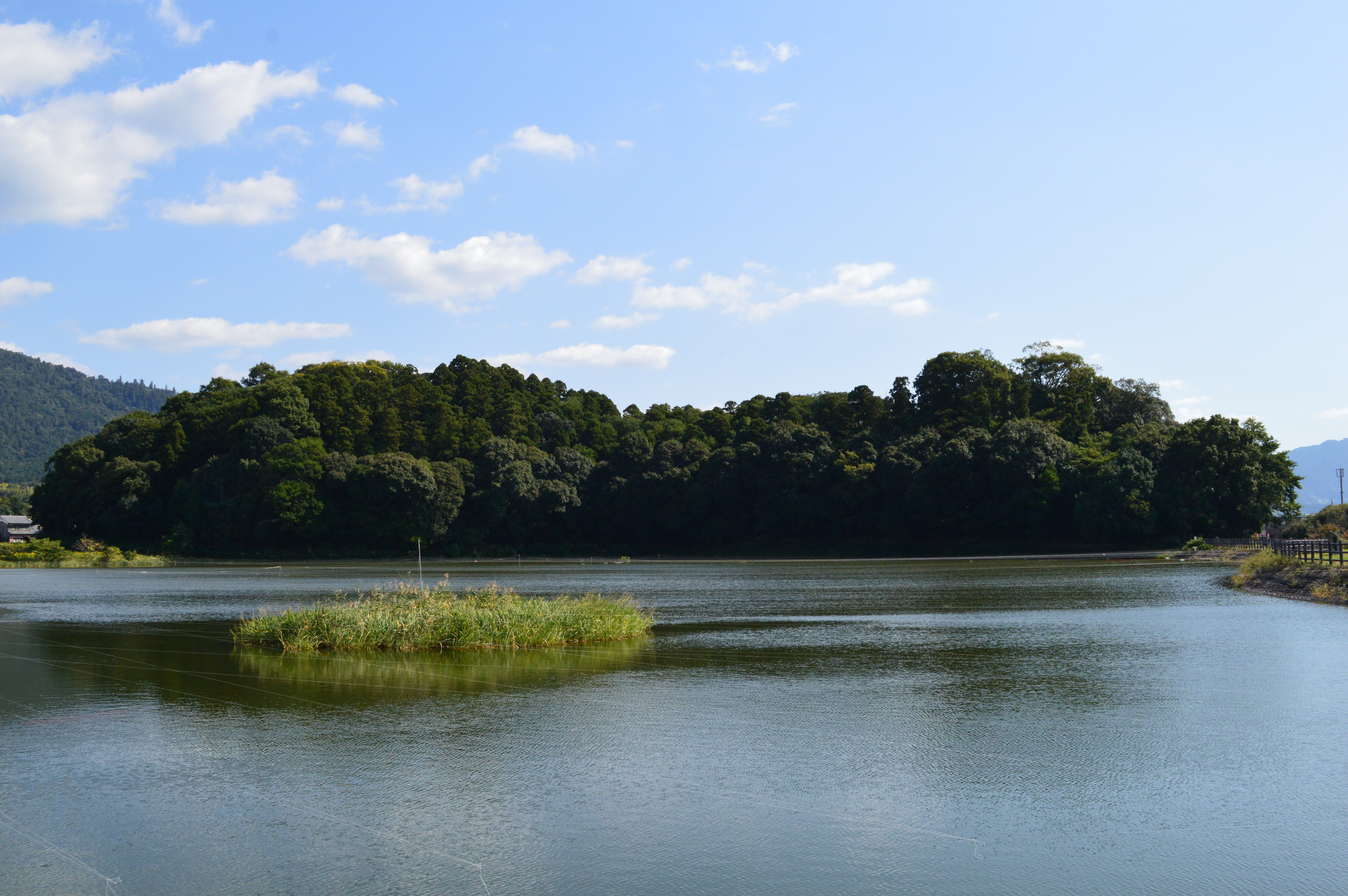
箸墓古墳（奈良県桜井市）最古の前方後円墳とされる（3世紀中頃の築造か）

### 終焉

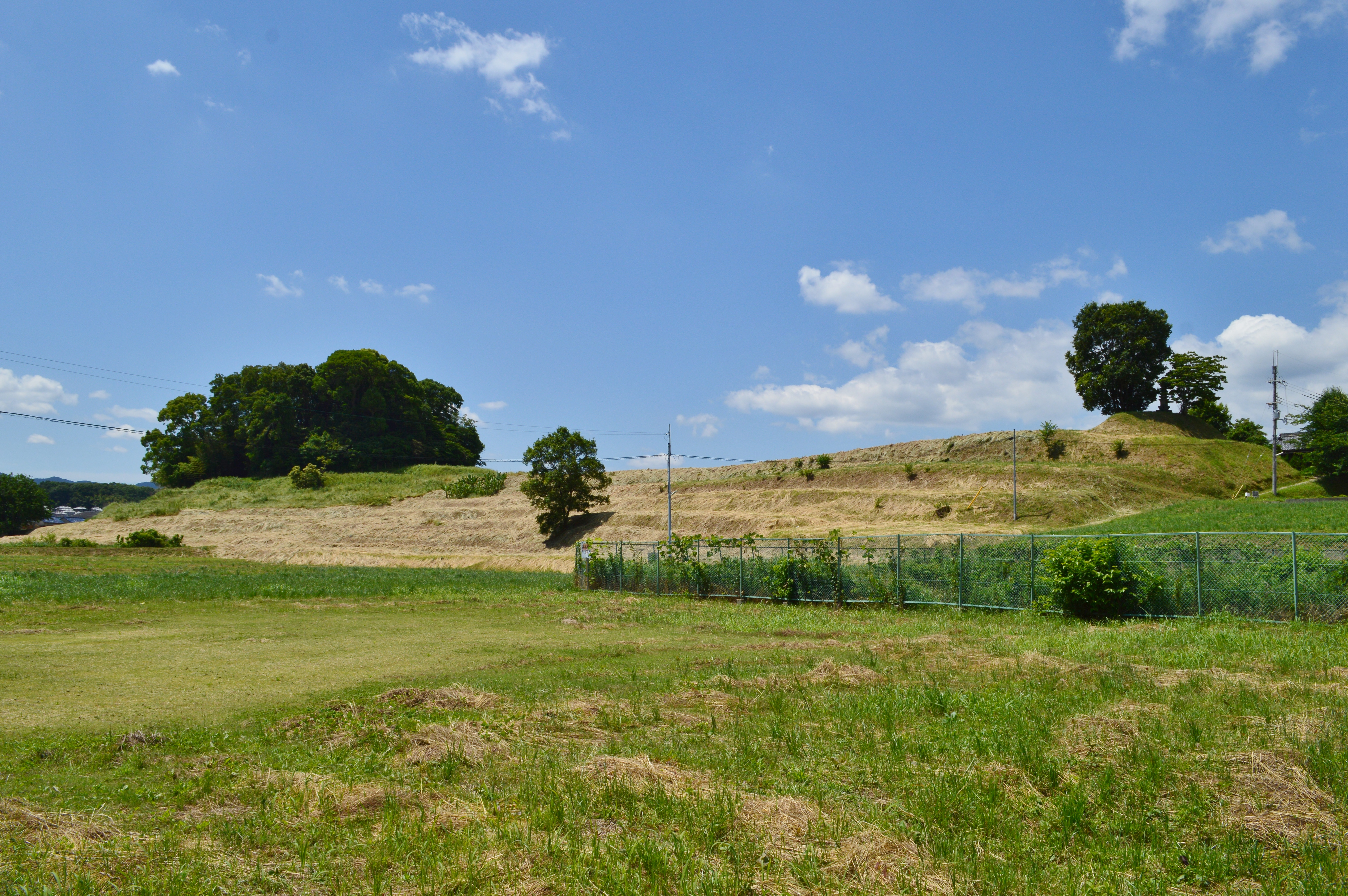
丸山古墳（奈良県橿原市）一説に大王墓としては最後の前方後円墳（6世紀後半の築造）。

6世紀になると前方後円墳の造られ方に変化が生じてくる。関東地方以西ではほとんどの前方後円墳の規模が縮小し、墳丘長100メートル以上の規模の比較的大きなものは九州の岩戸山古墳、尾張の断夫山古墳など一部を除くと、奈良盆地内や古市古墳群など、畿内に集中するようになる。
また岩戸山古墳と断夫山古墳、そして畿内でも大王墓の可能性が高い古墳とその他の古墳との規模の格差が拡大している。これは当時の社会体制の変化を表しているものと考えられ、特に河内大塚山古墳、丸山古墳、今城塚古墳といった大王墓と見られる古墳の規模は他を圧しており、これまでの有力首長の共同統治から大王への権力の集中が始まったものと見られている。丸山古墳など6世紀の大王墓と推定される墳墓は、3世紀から大王墓が造られ続けてきた古市古墳群、百舌鳥古墳群、馬見古墳群、佐紀盾列古墳群、大和・柳本古墳群といった古墳群から離れた場所に造られており、この点からも6世紀の大王の権力構造に変化が生じたことがわかる。
また前方後円墳の形式にも変化が生じ、陪塚が見られなくなり、葺石の使用も少なくなり、墳丘の段築も3段が基本であったものが2段に減少する。そして関東地方を除くと埴輪も使用されないようになっていく。つまり6世紀の前方後円墳は大きさばかりではなく視覚的な見栄えも低下しており、当時の社会における前方後円墳そのものの位置づけにも変化が起きてきたと考えられる。
一方、関東地方では他の地方とは異なり、6世紀、埼玉古墳群など墳丘長100メートルクラスを含む前方後円墳が盛んに造られる。埼玉古墳群では長方形をした二重周濠の築造、下野の前方後円墳では基壇と呼ばれる広い平坦面を持った前方後円墳など、地域色が見られる前方後円墳が造られており、6世紀の段階ではまだ全国一律の造墓規制を行う段階には至っていない。
前方後円墳の出現期から、大王陵と見られる大型の古墳を始めとする多くの前方後円墳が集中的に造られてきた畿内の古墳群では、6世紀半ばに古市古墳群で前方後円墳の築造が終了した後、前方後円墳は造られないようになり、6世紀後半になると、全国各地で前方後円墳が造られないようになっていく。大王陵としても6世紀後半に造営されたとみられる丸山古墳か梅山古墳、または太子西山古墳を最後に前方後円墳から方墳へと変わった。関東地方や周防など、一部の地域で7世紀初めから前半まで前方後円墳の築造が続いたケースもあるが、おおむね6世紀末までに前方後円墳の築造は終了し、その後、首長墓は主に円墳ないし方墳に移行し、大王墓など一部の首長墓は八角墳などの多角形墳に移行する。
『日本書紀』孝徳天皇の大化2年（646年）三月甲申（こうしん）の条に長文の詔がある。造墓の制限や禁止に関するもので、一般に「大化薄葬令」と呼ばれているものである。文献上の信憑性については、研究者の間で論議のあるところである。「大化薄葬令」が引用している『魏志』の武帝紀や文帝紀の薄葬主義は、墳丘の造営を一切否定するものである。「大化薄葬令」は、王以上、上臣、下臣だけが墳丘の造営が認められ、大仁（だいにん）、小仁（しょうにん）、大礼（だいらい）以下小智（しょうち）の墓は、小石室をつくることは認められるものの、墳丘の造営は認められなかった。このことから徹底した薄葬ではなく、不完全な薄葬であったことが分かる。 前方後円墳がそうであったように、身分を現すものとしての考えが残っている。「大化薄葬令」には、庶民は「地に収め埋めよ」とある。木棺に遺骸を入れるか、直接土に埋めるかのどちらかで、土壙墓（どこうぼ）を指しているのであろう。詳細は薄葬令を参照。
また、火葬の普及も古墳の矮小化に拍車をかけることとなり、結果、大規模な前方後円墳の造営は行われなくなった。そして、円墳と方墳を平面的につなぎ合わせた前方後円墳は、円墳と方墳を立体的につなぎ合わせた上円下方墳（下段が方墳、上段が円墳）に取って代わられることとなった。上円下方墳は近代以降の天皇家の陵墓にも採用されており、昭和天皇の武蔵野陵もこの形状である（上円部2段・下方部3段から成る）。

## 分布

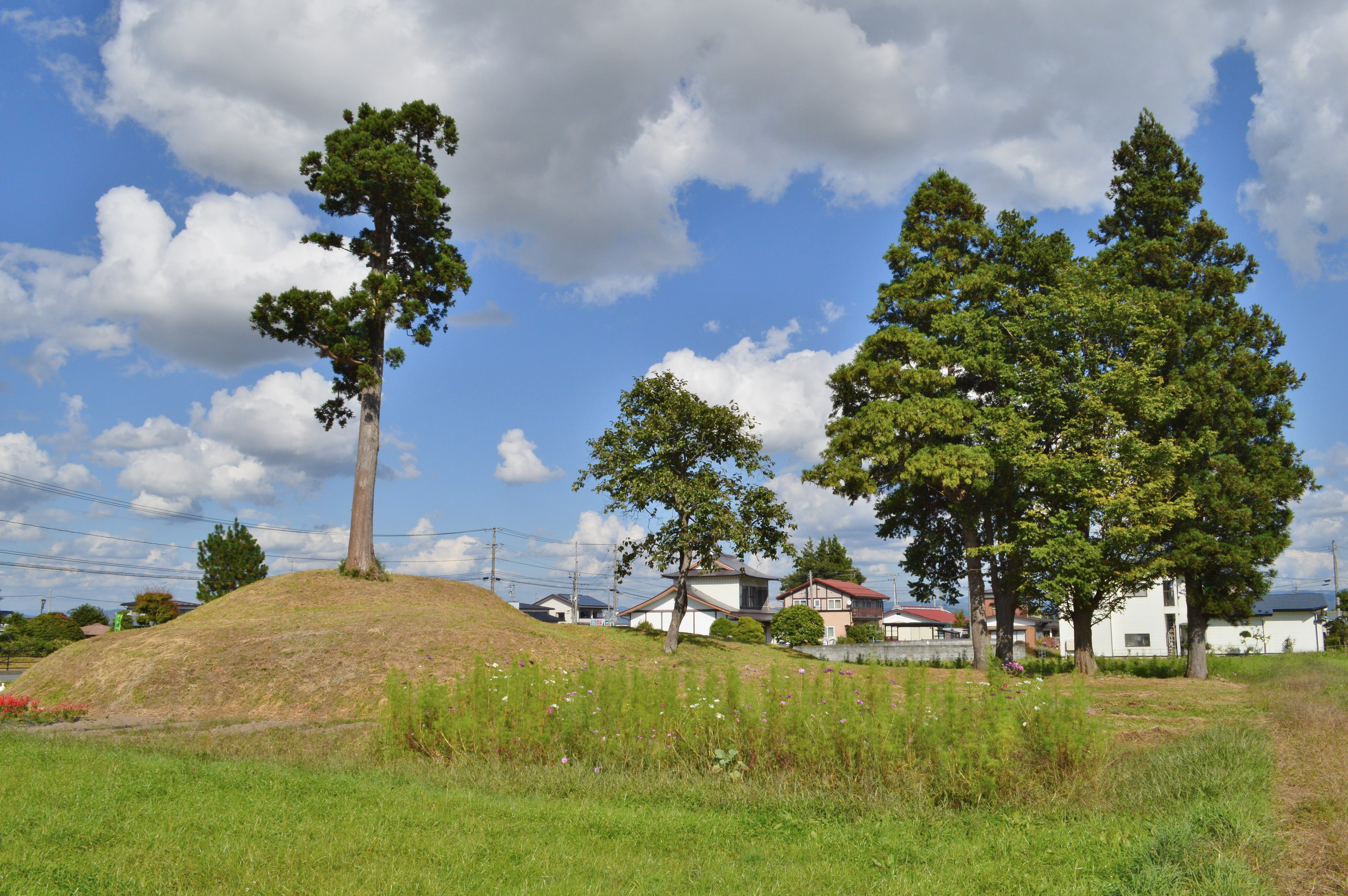
角塚古墳
（岩手県奥州市）
日本最北端の前方後円墳。

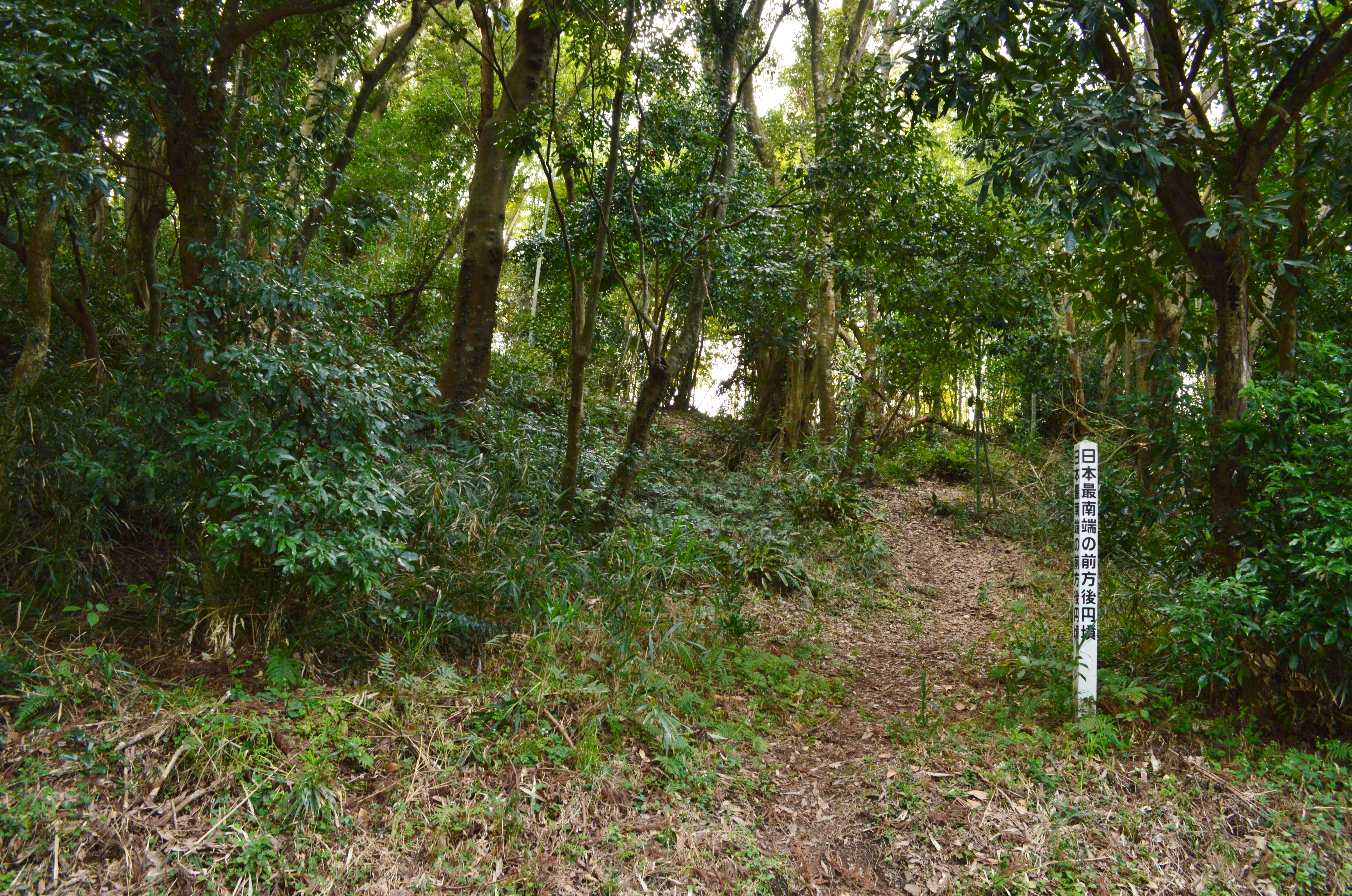
塚崎51号墳
（鹿児島県肝属郡肝付町）
日本最南端の前方後円墳。

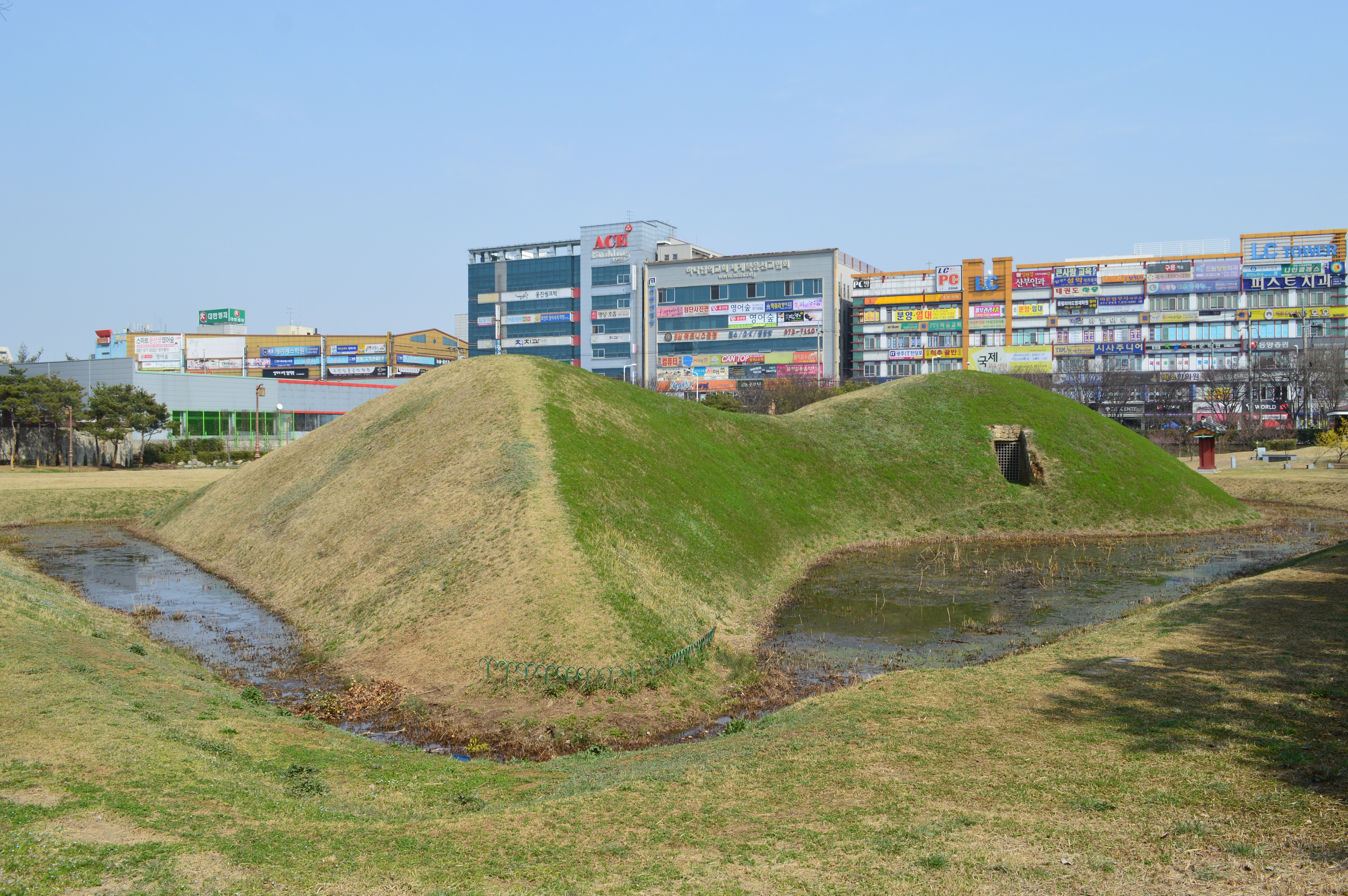
光州月桂洞1号墳
（韓国光州広域市）
朝鮮半島南部の前方後円形墳の1つ。

日本列島に広く分布し、その数は約4,800基、あるいは約5,200基ともいわれる。列島内の分布の最北端は岩手県奥州市（県南）角塚古墳、最南端は鹿児島県肝属郡肝付町（大隅地方）の塚崎古墳群第51号墳（別名・花牟礼古墳）とされ、前方後円墳の存在が明確でないのは、北方では北海道・青森県・秋田県、南方では沖縄県の計4道県にすぎない。築造時期や個数には幅があるものの、他の43の都府県では数百基から1、2基の前方後円墳が知られており、そのうち最多は千葉県の約720基。離島の対馬、壱岐、隠岐、佐渡などにも存在する一方で、これまでのところ淡路では存在が確認されていない。各地域で最後に築造された前方後円墳はその時期にほとんど差がないことが判明している。5世紀を最後に造営が途絶えた徳島県などは数少ない例外である。日本列島以外では、朝鮮半島西南部において栄山江流域を中心に前方後円形の古墳10数基の分布が知られる（詳細は「朝鮮半島南部の前方後円形墳」を参照）。
近畿地方を中心として日本全国に広く分布する大型の前方後円墳の周りには、小型の前方後円墳、あるいは円墳・方墳が寄り添うように築造されており、複数の大型古墳から構成される古墳群が形成されている箇所も多い。古墳時代に築かれた巨大な墳墓中はその多くがこの前方後円墳であり、その中で最も大きなものは大仙陵古墳（伝仁徳天皇陵）であり、墳墓の表面積としてはクフ王のピラミッドおよび始皇帝陵をしのぐ世界最大の墳墓である。墳丘の全長が525メートル、高さが39.3メートル、周りには、三重の周濠を巡らしている。

## 形状
前方後円墳の形状は、古くはヒョウタン形などとも形容されていた。「前方後円」の語は、江戸時代の国学者蒲生君平が19世紀初めに著した『山陵志』で初めて使われた。蒲生は、各地に残る「車塚」という名から、前方後円墳は宮車を模倣したものだと考え、方形部分が車の前だとした。しかし現在では古墳時代にそのような車は存在しなかったと考えられている。明治時代末期になり、ウィリアム・ゴーランドは円墳と方墳が結合して、清野謙次は主墳と陪塚が結合して前方後円墳になったと推測した。その後、壺形土器の形や盾の形を模倣したというような学説も生まれた。
現在の研究では、平面では円形をしている後円部が埋葬のための墳丘で主丘であり、平面が撥形・長方形・方形・台形などの突出部をひっくるめて前方部と呼ぶ。前方部は、弥生墳丘墓の突出部が変化したもので、もともと死者を祀る祭壇として発生・発達とする説や葬列が後円部に至る墓道であったとする説があり、次第に独特の形態を成したと考えられている。ただし時代が下ると前方部にも埋葬がなされるようになった。しかし、慣習と便宜によって前方後円墳、前方部、後円部といった用語はそのまま使われている。古い形の前方後円墳は前方部は低く撥形をしており、後円部は新古にかかわらず大きく高く造られている。撥形にしているのは、葬列が傾斜の緩やかな道を通れるように前方部の左右の稜線のどちらかを伸ばしたものと考えられている。

## 構造

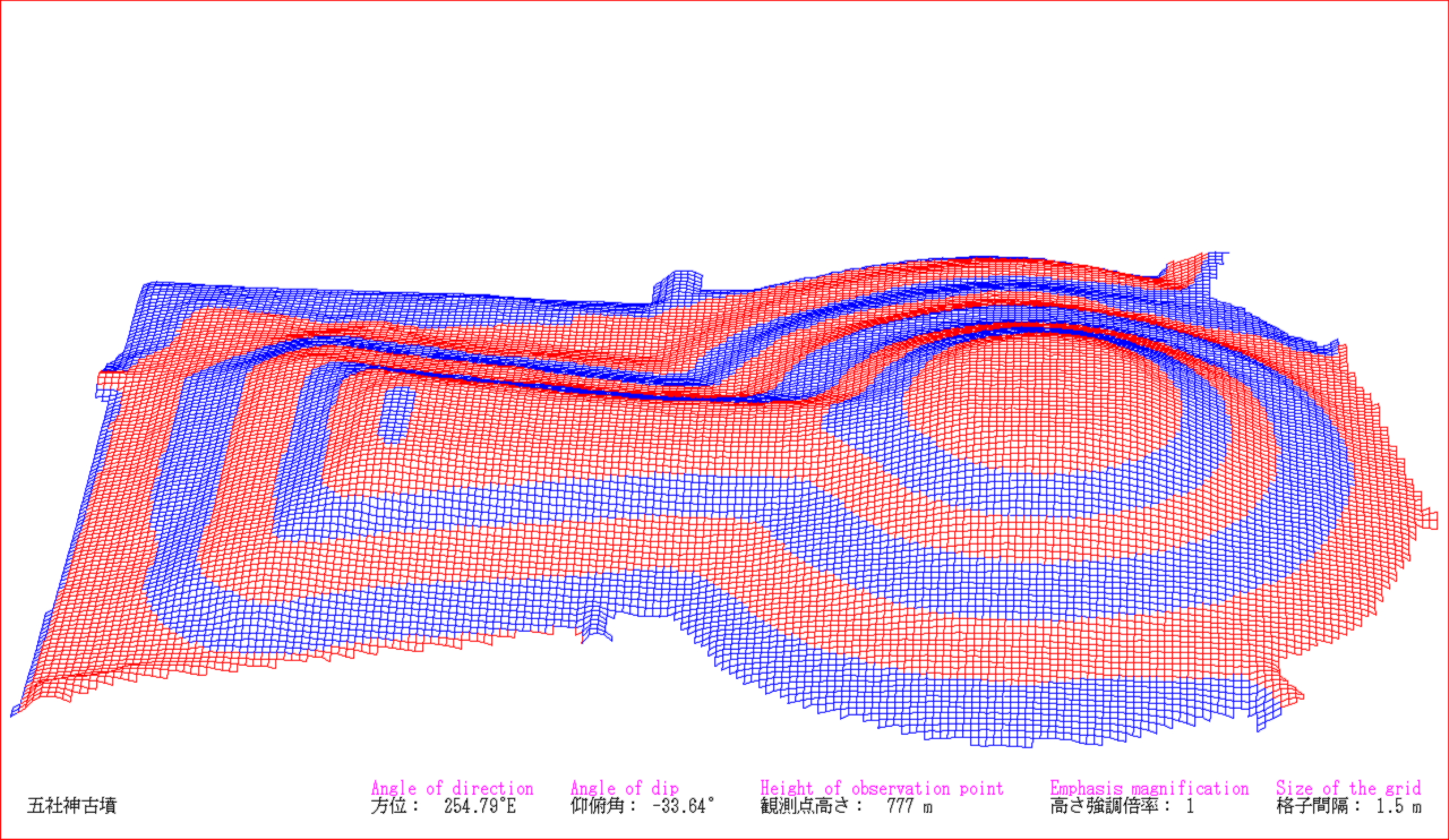
前期前方後円墳の3DCG描画例
（五社神古墳（奈良県奈良市））

中期前方後円墳の3DCG描画例
（仲津山古墳（大阪府藤井寺市））

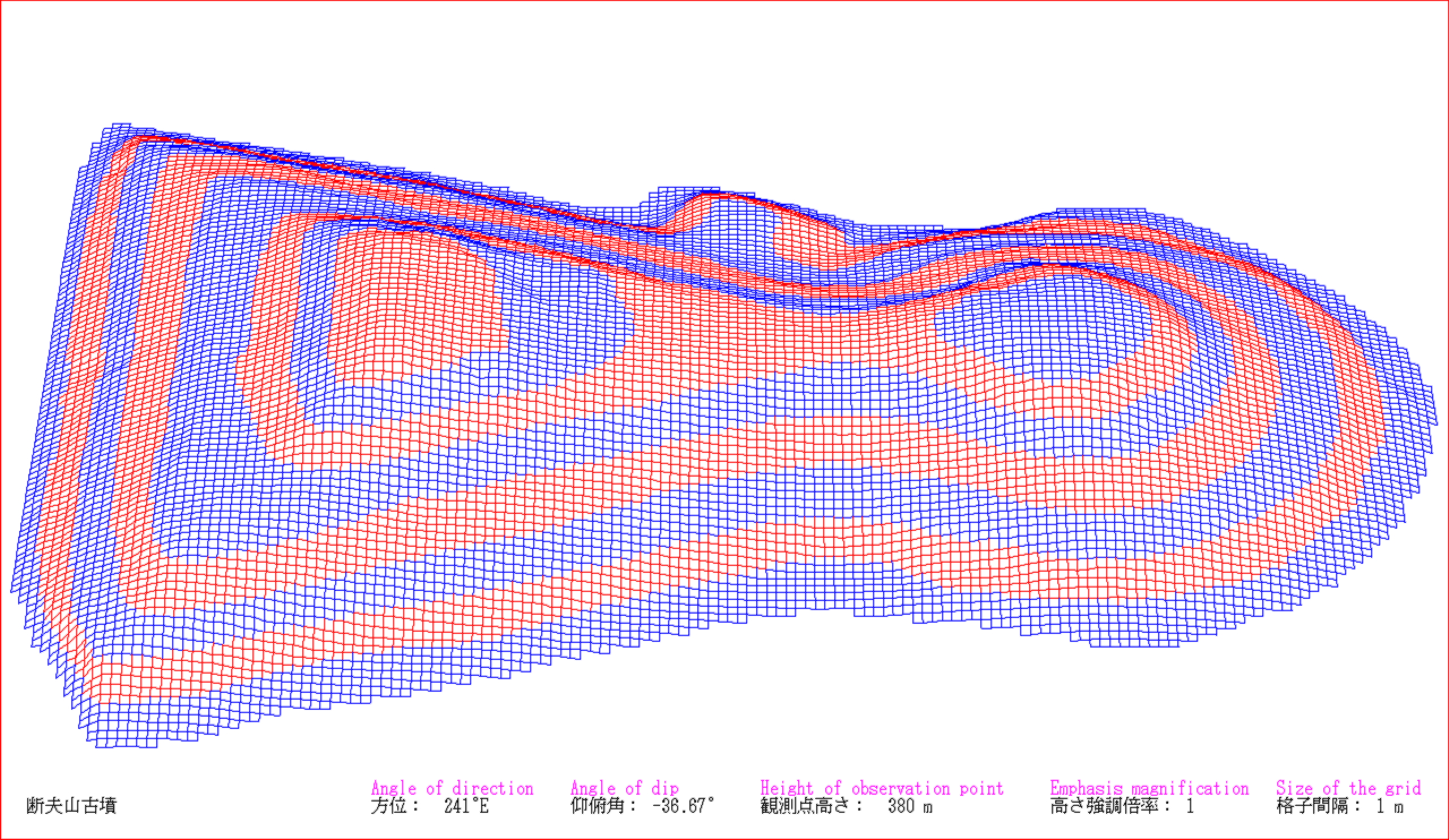
後期前方後円墳の3DCG描画例
（断夫山古墳（愛知県名古屋市））

前方後円墳は、墳丘（前方部・後方部・造出）、埋葬施設（棺室・槨室・石室）、副葬品、外表施設（封土固めの葺石、祭祀用の土器・埴輪など）などの諸要素から成っている。

### 後円部
後円部は、前方後円墳で最も大切な場所である。それは、そこに亡き首長を埋葬し、盛大に埋葬祭祀が行われてきたからである。その頂上は狭いが平坦に造られていて、その下の土中に埋葬を行うのに都合のよい形に造られている。裾部から頂までは高く造られ、その斜面の勾配は、平均的には25度から26度あり、それ以上の急勾配もある。築造当時には斜面に葺き石が敷かれて、登ることができないように造られている。前方部から後円部に登るために一つの工夫が為されている。それを隆起斜道（りゅうきしゃどう）という。この隆起斜道の設置によって後円部と前方部が繋がることになる。しかし、この斜道だけで、頂上や頂下の墓壙に達することが難しい場合が多いので斜道の途中から墓壙に達するための掘割墓道（ほりわりぼどう）を設置した。
また、くびれ部や前方部の斜面も急勾配に造られており、簡単に登ることができなくなっている。葬列が登れるのは前方部の前面の左右の隅角のどちらかで、そこを緩い斜面にして登りやすくしている。このように前方後円墳は簡単に登れないような急斜面で囲まれているといってもよい。登ることを慎めという意味であり、前方後円墳は禁忌の状態に築造されている。

### 前方部
最古の前方後円墳は、3世紀中頃とする説がある箸墓古墳のように、前方部の形状が撥（バチ）形になっており、前方部の前面幅が後円部の直径に匹敵するほど開いている。高さも後円部の方が高くなっている。
その後、時代が下るにつれて後円部の直径と前方部の幅がほぼ同じとなり（古墳時代中期）、さらに時代が下ると前方部は巨大化の一途をたどり、前方部の幅が後円部の直径の1.5倍、中には2倍に達するものもあり、高さも前方部のほうが高いものが多い（古墳時代後期）。また、古墳時代後期の一部の前方後円墳には、「剣菱形」と呼ばれる、前方部の中央がへの字のようにやや角ばって外側に突き出すような形状をしているものがある（なお剣菱形が確認されているのは河内大塚山古墳、五条野丸山古墳、鳥屋ミサンザイ古墳、瓦塚古墳と極めて数が少ない）。

### 造出
最古級の前方後円墳には造出（つくりだし）は見つかっていない。この造出に埋葬が行われている例が見られる。埴輪を立て並べたり、形象埴輪を置いたりしている。祭祀・追葬が後円部や前方部の墳頂で行われるのではなく、くびれ部裾付近に作られた造出で行われたことは、埋葬祭祀の考え方が変わって来たのではないか。それは、墳頂へ登ることが禁忌され、畏敬されたことと関わっていると考えられ、追葬や祭祀は一定期間行われると停止されるものと思われる。

### 祭祀用土器
埋葬祭祀で使用された土器は、最古級の前方後円墳では、宮山型特殊器台・特殊壺、この土器から変化した最古の埴輪といわれる都月形円筒埴輪と次に古い特殊壺形埴輪、円筒埴輪、家型埴輪、武器形埴輪、人形埴輪などである。特殊土器は、日常の器台・壺と違い大きく、文様で飾られている。器台は1メートルほどもあるものもあり、壺も40センチから50センチぐらいで、器台に壺を載せると人の肩ほどにもなる。このような大きな目立つ道具を使って亡くなった首長の霊魂と首長権を継承するための祭祀を行ったと考えられる。

### 横穴式石室
横穴式石室の石室そのものは広い空間であり、一人の死者だけでなく親族や血族の死者を一緒に葬ることができる。今までの竪穴式石室の一人の死者（首長）を葬るという葬法とは大いに違い、埋葬観念や埋葬施設に変化が生じた。
埋葬祭祀は、隅角（前方部の前面の左右のどちらか）から前方部頂へ登り、そこから後円部に向かって降りていき、隆起斜道（後円部へ登りやすくした斜面）を登り、掘割墓道（石室への道）を経て墓壙に入る。石室は後円部頂に入り口を前方部方向に向けて造る。このような古式の例は、福岡県老司古墳や鋤崎古墳に見ることができる。

### 事典・辞典
- 岡田裕之「前方後円墳」『日本古代史大辞典』大和書房、2006年。ISBN 978-4479840657。
- 柳沢一男「前方後円墳」『東アジア考古学辞典』東京堂出版、2007年。ISBN 978-4490107128。

### 一般書籍
- 下原幸裕『西日本の終末期古墳』中国書店、2006年。ISBN 978-4924779907。
- 広瀬和雄、岸本道昭、宇垣匡雅、大久保徹也、中井正幸、藤沢敦『古墳時代の政治構造』青木書店、2004年。ISBN 4-250-20410-3。
- 広瀬和雄『前方後円墳国家』角川書店〈角川選書〉、2003年7月。ISBN 4-04-703355-3。
- 広瀬和雄『前方後円墳の世界』岩波書店〈岩波新書〉、2010年。ISBN 978-4-00-431264-2。
- 広瀬和雄監修 編『知識ゼロからの古墳入門』幻冬舎、2015年1月。ISBN 978-4344902923。

### 論文・研究報告
- 広瀬和雄「古墳時代像再構築のための考察--前方後円墳時代は律令国家の前史か」『国立歴史民俗博物館研究報告』、国立歴史民俗博物館、33-147[含 英語文要旨]頁、2009年。ISSN 02867400。